# Tanytarsus impar
Tanytarsus impar är en tvåvingeart som beskrevs av Trivinho-strixino och Strixino 2004. Tanytarsus impar ingår i släktet Tanytarsus och familjen fjädermyggor. Inga underarter finns listade i Catalogue of Life.